# Кесси, Дженнифер
Дженнифер «Джен» Анна Кесси (англ. Jennifer "Jen" Anne Kessy; родилась 31 июля 1977) ― американский игрок в пляжный волейбол.

## Школа
Выросшая в Южной Калифорнии, Кесси преуспела в нескольких видах спорта. В средней школе она была лучшим игроком команды по плаванию в её возрастной категории и капитаном и самым ценным игроком волейбольной команды в старшей школе, завоевав признание на соревнованиях Калифорнийской Межшкольной Федерации (СИФ). В 1994 году окончила среднюю школу Дана Хиллз в Дана Пойнт, Калифорния.

## Колледж
Кесси продолжила совершенствовать своё спортивное мастерство во время учёбы в университете Южной Калифорнии. Она была игроком волейбольной команды все четыре года (1995-1998). Кроме того, она также была членом американской юношеской сборной. Кесси окончила Университет Южной Калифорнии со степенью бакалавра  истории. Кесси была также членом женского клуба Каппа Каппа Гамма.

## Профессиональная карьера
После подписания полугодового контракта на сумму около $25,000, Кесси играла в крытый волейбол профессионально под руководством тренера Гидо Вермюлена (главный тренер, Нидерланды) и Кристина Масела (ассистент тренера,университет Де Поля и Университет штата Иллинойс) в составе клуба Чикаго Тандер, который занял второе место (10-8) в USPV в 2002 году. В ноябре 2002 года вместе с распадом USPV, она подписала контракт с командой Пинкин де Корозала в Умакао, Пуэрто-Рико, на сезон 2003 года и закончила с шестью очками в LVSF.
Кесси соревновалась с Барбарой Фонтана в 2004 году и с бронзовой призёршей Олимпийских игр и трёхкратной участницей Олимпийских игр Холли Макпике в 2005 году.
В 2007 году Кесси объединилась с коллегой Троян Эйприл Росс. Их тандем впоследствии стал одним из самых успешных в мире. 4 июля 2009 года Кесси и Росс выиграли Чемпионат мира в Ставангере, Норвегия, победив бразильцев Джулиану Фелисберта Силва и Лариссу Франка.
По состоянию на апрель 2012, Кесси заработала за всю свою карьеру 1,223,635 $.
Весной 2012 года, Кесси подписала контракт с американским косметическим брендом Кавер Гёл для выступления на летних Олимпийских играх 2012 в Лондоне.
В 2012 на Олимпийских играх в Лондоне Кесси и Росс завоевали серебряную медаль, уступив своим соотечественницам Мисти Мэй-Тринор и Керри Уолш Дженнингс со счётом 16-21 16-21.
Кесси не играла в сезоне 2014 года из-за своей беременности. Она вернулась на турнир АВП в 2015 году и объединилась со своим товарищем команде по Калифорнийскому университету Эмили Дэй , чтобы начать сезон 2015 года.